# متنزه يوبوكي الوطني
متنزه يوبوكي الوطنية هو متنزه وطني في جيبوتي يحيط ببلدة يوبوكي. يبعد 100 كلم غرب العاصمة جيبوتي. ويبعد 40 كلم شمال غرب دخيل.
أُنشئَت مدينة يوبوكي في الأصل كمكتب بريد عسكري فرنسي في عام 1947.

## النظام البيئي
يتمتع المنتزه بنظام بيئي متنوع مع منطقتين جغرافيتين رئيسيتين، في الأجزاء الشرقية توجد التلال والتضاريس الجبلية، وفي الغرب توجد السهول والوديان والمناظر الصحراوية.